# Alfred Hershey
Alfred Day Hershey (4.12.1908 – 22.5.1997) là một nhà di truyền học và vi sinh học người Mỹ đã đoạt giải Nobel Sinh lý và Y khoa năm 1969.

## Cuộc đời và Sự nghiệp
Hershey sinh tại Owosso, Michigan, ông đậu bằng cử nhân hóa học ở Đại học bang Michigan (Michigan State University) năm 1930 và bằng tiến sĩ môn vi sinh học năm 1934, ngay sau đó ông đảm nhậm một chức vụ ở Phân khoa Vi sinh học Đại học Washington tại St. Louis.
Ông bắt đầu làm thí nghiệm với các virus nhiễm khuẩn (bacteriophage) cùng với người Mỹ gốc Ý Salvador Luria và người Đức Max Delbrück năm 1940, và quan sát thấy rằng khi 2 dòng virus nhiễm khuẩn khác nhau đã nhiễm vào cùng một vi khuẩn, thì 2 virus này có thể trao đổi trình tự DNA.
Ông di chuyển tới Cold Spring Harbor, New York năm 1950 để làm việc ở Phân ban Di truyền của Viện Khoa học Carnegie, nơi ông làm thí nghiệm Hershey-Chase blender experiment nổi tiếng với Martha Chase năm 1952. Thí nghiệm này đã cung cấp thêm bằng chứng là DNA - chứ không phải protein - là bộ gene.
Ông trở thành giám đốc Viện Carnegie năm 1962 và đoạt giải Nobel Sinh lý và Y khoa năm 1969, chung với Luria và Delbrück cho phát hiện của họ về việc làm bản sao chính xác các virus cùng cấu trúc di truyền của chúng. Ngoài giải Nobel nói trên, ông cũng được thưởng giải Albert Lasker cho nghiên cứu Y học cơ bản năm 1958.

## Gia đình
Hershey kết hôn với Harriet. Họ có một con trai: Peter

## Linh tinh
Sau khi Hershey từ trần, một nhà nghiên cứu virus nhiễm khuẩn khác là Frank Stahl đã viết: "Giáo hội (nghiên cứu) virus nhiễm khuẩn – như đôi khi chúng tôi thường gọi - được lãnh đạo bởi Chúa Ba Ngôi gồm Delbrück, Luria và Hershey. Cương vị của Delbrück là người sáng lập và phong cách ex cathedra tất nhiên làm cho ông ta trở thành giáo hoàng, còn Luria, người làm việc nặng nhọc, là giáo sĩ nghe xưng tội dễ xúc cảm xã hội. Và Al (Hershey) là vị thánh."